# 利奥波德·克罗内克
利奥波德·克罗内克（德語：Leopold Kronecker，1823年12月7日—1891年12月29日）是一名德国数学家与逻辑学家。

## 生平
出生于西里西亞利格尼茨（现属波兰的莱格尼察），卒于柏林。他认为算术与数学分析都必须以整数为基础，他曾说：“上帝创造了整数，其余都是人做的工作”（Bell 1986, 477页）。这与数学家格奥尔格·康托尔的观点相互对立。克罗内克是恩斯特·库默尔的学生和终身挚友。
主要研究代數和數論，特別是橢圓函數理論有突出貢獻。1823年12月7日生於德國布雷斯勞附近的利格尼茨（現屬波蘭的萊格尼察），1891年12月29日卒於柏林。他1841年入柏林大學，1845年獲博士學位。1861年經EE庫默爾推薦，成為柏林科學院正式成員，並以此身份在柏林大學授課。1868年當選為巴黎科學院通訊院士。1880年任著名的“克雷爾雜誌”的主編。1883年接替庫默爾成為柏林大學教授，時年60歲。1884年成為倫敦皇家學會國外成員。
以克罗内克命名的数学理论包括克罗内克δ、克罗内克积等。
Kronecker–Weber定理說明若{\displaystyle K/\mathbb {Q} }是有理數集{\displaystyle \mathbb {Q} }的有限阿貝爾擴張，則K是的一個分圓域的子域。
Kronecker引理說明：
若{\displaystyle (x_{n})_{n=1}^{\infty }}是一個實數數列，使得
{\displaystyle \sum _{n=1}^{\infty }x_{n}=s}
存在且有限，則對於{\displaystyle 0<b_{1}\leq b_{2}\leq b_{3}\leq \ldots }及{\displaystyle b_{n}\to \infty }則有
{\displaystyle \lim _{n\to \infty }{\frac {1}{b_{n}}}\sum _{k=1}^{n}b_{k}x_{k}=0}